# Bambú Mañalac
Lupe Gaudencio Francisco Belardo Mañalac, (21 de marzo de 1976) popularmente conocido artísticamente como Bambú Mañalac, es un cantante y compositor filipino, exvocalista de la agrupación estadounidense de rock Rivermaya. Después de Rivermaya en los Estados Unidos se embarcó en una gira, fue en ese momento cuando Mañalac decidió quedarse en Los Ángeles, California, junto con su familia. Después de 5 años de permanecer en los Estados Unidos, regresó a Filipinas, su país de origen y finalmente pasó a formar su propia banda, llamada Bambú, junto con otro integrante de Rivermaya, Nathan Azarcón, (bajo), y se asoció con Ira Cruz (guitarra) y Mercado de Vic (batería) de la banda de paso. Mañalac también se adjudicó como Vocalista del Año en los Premios Rock 2004 NU, también ganó un premio en el 2004 de mejor Estilo Premios MTV en la categoría a su Estilo Roquero.

## Discografía

### Con Rivermaya
- Rivermaya - 1994
- Viaje - 1996
- Bomba Atómica - 1997
- Rivermaya Remixed - 1998

### Con Bambú
- Obras de teatro como La Música - 2004
- Luz de Paz de Amor - 2005
- 2007 Estamos Solos Juntos - 2007
- 2008 Mañana se convierte Ayer - 2008

- Datos: Q4853410
- Multimedia: Bamboo Mañalac / Q4853410